# Animoon Publishing
Animoon Publishing (Eigenschreibweise AniMoon Publishing) ist ein deutscher Verleger von Anime-Serien und -Filmen mit Hauptsitz in Potsdam. Ausgewertet werden die Animes auf DVD, Blu-ray Disc, im Kino, Fernsehen und als Stream auf Video-on-Demand-Plattformen wie Netflix, Prime Video, Wakanim, Anime on Demand und Crunchyroll. Der Vertrieb von DVDs und Blu-rays erfolgt über Rough Trade Distribution. Animoon lizenziert vor allem ältere Titel, hat jedoch auch einige neuere im Programm.

## Geschichte
Animoon Publishing wurde von Sebastian Hemesath am 18. August 2016 in Potsdam mit der Rechtsform Gesellschaft mit beschränkter Haftung gegründet. Zuvor war Hemesath sechs Jahre bei Filmconfect als Produktmanager angestellt, wo ihm auch die Idee für Animoon kam. Mit Yosuga no Sora brachte Animoon am 28. Oktober 2016 seinen ersten Titel auf den deutschsprachigen Markt. Im Herbst 2018 brachte Animoon mit Goblin Slayer seinen ersten Simulcast-Titel, der auf Wakanim parallel zur japanischen Ausstrahlung lief.

## Liste der lizenzierten Anime
- Arifureta
- Bofuri
- Boogiepop and Others
- DanDaDan
- Date A Live
  - Date A Live – The Movie – Mayuri Judgement
  - Date A Bullet: Dead or Bullet
  - Date A Bullet: Nightmare or Queen
- Deca-Dence
- Dororo
- Familiar of Zero
- Full Dive: This Ultimate Next-Gen Full Dive RPG Is Even Shittier Than Real Life!
- Goblin Slayer
  - Goblin Slayer – The Movie: Goblin’s Crown
- Gushing Over Magical Girls
- Haganai
- Higurashi
  - Higurashi Kai
  - Higurashi Rei
  - Higurashi Gou
- Infinite Dendrogram
- Is This A Zombie?
- Kiss×sis
- KonoSuba
  - KonoSuba: Legend Of Crimson – The Movie
  - KonoSuba: An Explosion On This Wonderful World
- Kuroko’s Basketball
- Lucky Star
- My Teen Romantic Comedy SNAFU
- Nukitashi
- Peter Grill and the Philosopher’s Time
- Pet Girl of Sakurasou
- School Days
- Strike Witches
  - Strike Witches: Road to Berlin
- To Aru Majutsu no Index
- Toradora!
- Usagi Drop
- Vermeil in Gold
- Welcome to the NHK
- Yosuga no Sora
- 2.5 Dimensional Seduction